# Nazionale femminile di pallavolo del Lussemburgo
La nazionale femminile di pallavolo del Lussemburgo è una squadra europea composta dalle migliori giocatrici di pallavolo del Lussemburgo ed è posta sotto l'egida della Federazione pallavolistica del Lussemburgo.

## Rosa
Segue la rosa delle giocatrici convocate per i XX Giochi dei piccoli stati d'Europa.
| N° | Nome               | Ruolo | Data di nascita   | Squadra             |
| -- | ------------------ | ----- | ----------------- | ------------------- |
| 2  | Carla Mulli        | S     | 13 agosto 2000    | Polonia London      |
| 4  | Cindy Schneider    | C     | 8 ottobre 1997    | GYM                 |
| 6  | Carole Grüneklee   | C     | 27 luglio 2005    | Bocconi             |
| 7  | Julie Teso         | P     | 5 maggio 1998     | Flacht              |
| 9  | Giulia Tarantini   | P     | 26 novembre 2003  | Ti-Volley Innsbruck |
| 11 | Yana Feller        | S     | 9 ottobre 2001    | Planegg-Krailling   |
| 16 | Marie Schaack      | O     | 25 luglio 2006    | RSR Walfer          |
| 17 | Adriani Vilvert    | C     | 26 aprile 1993    | Heidelberg          |
| 18 | Emma Van Elslande  | S     | 19 gennaio 2004   | Coastal Carolina    |
| 19 | Martina Fraschetti | C     | 28 luglio 2003    | RSR Walfer          |
| 20 | Lilly Tarantini    | S     | 14 settembre 2006 | RSR Walfer          |
| 25 | Lara Picht         | S     | 29 dicembre 1996  | GYM                 |
| 31 | Kelsey Chambers    | O     | 18 aprile 1994    | Escher              |
| 32 | Julia Dufková      | L     | 1º gennaio 2005   | Roberts Wesleyan    |

## Risultati

### Competizioni FIVB
| 1952 | non qualificata | -            |
| 1956 | 17º posto       | Convocazioni |
| 1960 | non qualificata | -            |
| 1962 | non qualificata | -            |
| 1967 | non qualificata | -            |
| 1970 | non qualificata | -            |
| 1974 | non qualificata | -            |
| 1978 | non qualificata | -            |
| 1982 | non qualificata | -            |
| 1986 | non qualificata | -            |
| 1990 | non qualificata | -            |
| 1994 | non qualificata | -            |
| 1998 | non qualificata | -            |
| 2002 | non qualificata | -            |
| 2006 | non qualificata | -            |
| 2010 | non qualificata | -            |
| 2014 | non qualificata | -            |
| 2018 | non qualificata | -            |
| 2022 | non qualificata | -            |

### Competizioni CEV
| 2018 | non qualificata | -            |
| 2019 | non qualificata | -            |
| 2021 | 7º posto        | Convocazioni |
| 2022 | 5º posto        | Convocazioni |
| 2023 | non qualificata | -            |
| 2024 | 7º posto        | Convocazioni |
| 2025 | 8º posto        | Convocazioni |

| 2000 | 4º posto        | Convocazioni |
| 2002 | 3º posto        | Convocazioni |
| 2004 | 2º posto        | Convocazioni |
| 2007 | 2º posto        | Convocazioni |
| 2009 | 3º posto        | Convocazioni |
| 2011 | 2º posto        | Convocazioni |
| 2013 | 4º posto        | Convocazioni |
| 2015 | 3º posto        | Convocazioni |
| 2017 | 2º posto        | Convocazioni |
| 2019 | 1º posto        | Convocazioni |
| 2022 | non qualificata | -            |
| 2023 | 3º posto        | Convocazioni |
| 2024 | non qualificata | -            |

### Competizioni zonali
| 1989 | 3º posto | Convocazioni |
| 1991 | 2º posto | Convocazioni |
| 1993 | 1º posto | Convocazioni |
| 1995 | 3º posto | Convocazioni |
| 1997 | ?        | -            |
| 1999 | ?        | -            |
| 2001 | ?        | -            |
| 2003 | 2º posto | Convocazioni |
| 2005 | 3º posto | Convocazioni |
| 2007 | 2º posto | Convocazioni |
| 2009 | 5º posto | Convocazioni |
| 2011 | 3º posto | Convocazioni |
| 2013 | 2º posto | Convocazioni |
| 2015 | 4º posto | Convocazioni |
| 2017 | 3º posto | Convocazioni |
| 2019 | 5º posto | Convocazioni |
| 2025 | 1º posto | Convocazioni |